# Когнитивный резерв
Когнитивный резерв — способность мозга справляться с последствиями его повреждения в результате инсультов, травм, хронических цереброваскулярных, нейродегенеративных заболеваний или возрастных изменений, сохраняя свои обычные функции в норме.
Современная нейробиология установила, что нет прямой взаимосвязи между степенью поражения мозга и выраженностью клинических проявлений таких нарушений. Есть две модели, которые могут объяснить способность мозга функционировать как обычно даже в условиях патологии или повреждения: модель «мозгового резерва» и модель «когнитивного резерва».
Модель мозгового резерва объясняет этот феномен наличием фиксированного порога, который зависит от размера и анатомии мозга, по достижению которого отмечаются клинические проявления нарушений.
Модель когнитивного резерва объясняет способность мозга не утрачивать свою функцию даже в условиях повреждения за счет использования нейронных связей, который обычно не используются, и создания новых. В отличие от модели мозгового резерва, согласно понятию «когнитивного резерва», он не является постоянным, так как не зависит от анатомии и размера мозга, а также может быть развит человеком до высокого уровня путем тренировки мозговых функций (постоянная интеллектуальная деятельность, физические нагрузки, хобби и т. д.).
Кроме того, считается, что существует «глобальный резерв», который подразумевает как исходное количество нейронов и объём мозга, так и активное построение новых нейронных сетей, то есть, объединяет в одно целое понятия «мозгового» и «когнитивного» резервов.

## История
В 1988 году исследование, опубликованное в Annals of Neurology, в котором сообщалось о результатах патологоанатомического вскрытия 137 пожилых людей, неожиданно выявило несоответствие между степенью невропатологии болезни Альцгеймера и клиническими проявлениями болезни: некоторые участники, у кого была обширная патология болезни Альцгеймера, не имели или имели незначительные клинические проявления заболевания. Кроме того, исследование показало, что у таких людей отмечался больший вес мозга и большее количество нейронов по сравнению с контрольной группой того же возраста. Исследователи предположили два возможных объяснения этого явления: у этих людей, возможно, была начальная стадия болезни Альцгеймера, но они каким-то образом избежали потери большого количества нейронов, или у них был более крупный мозг и больше нейронов, и поэтому можно сказать, что у них был больший «резерв». Этот термин впервые используется в литературе в данном контексте.
Исследование вызвало интерес к этой области, и чтобы попытаться подтвердить эти первоначальные выводы, были проведены дальнейшие исследования. Было обнаружено, что более высокий резерв обеспечивает больший порог до появления клинического дефицита. Кроме того, у людей с более высокими способностями, когда они становятся клинически ослабленными, наблюдается более быстрое снижение, что, вероятно, указывает на отказ всех компенсаторных систем и стратегий, созданных человеком с большим резервом, чтобы справиться с растущим невропатологическим повреждением.

## Мозговой резерв
Мозговой резерв можно определить как устойчивость мозга, его способность справляться с повреждениями, сохраняя при этом адекватное функционирование. Эта модель предполагает существование фиксированного предела, достижение которого предвещает появление клинических проявлений деменции. Гипотеза мозгового резерва предполагает, что по мере уменьшения объёма мозга или синаптической плотности у лиц с большим мозговым резервом симптомы развиваются медленнее и менее выражены, чем у лиц с меньшим исходным мозговым резервом.

### Размер мозга
Исследование 1997 года показало, что патология болезни Альцгеймера в большом мозге не обязательно приводит к клинической деменции.
Другое исследование показало, что окружность головы независимо связана со снижением риска клинической болезни Альцгеймера.
В то время как некоторые исследования обнаруживают связь, другие — нет. Это связано с тем, что окружность головы и другие приближения являются косвенными параметрами оценки размера мозга.

### Количество нейронных связей
Степень потери синапсов больше при деменции с ранним началом, чем при деменции с поздним началом. Это может указывать на предрасположенность к проявлению клинических когнитивных нарушений, хотя могут быть и другие объяснения.
Такие структуры, как мозжечок, способствуют резерву мозга. Мозжечок содержит большинство нейронов головного мозга и участвует как в когнитивных, так и в двигательных функциях.

### Генетическая обусловленность когнитивного резерва
Данные исследования близнецов указывают на генетический вклад в когнитивные функции. Было обнаружено, что оценки наследуемости высоки для общих когнитивных функций, но низки для самой памяти. Исследование, объединившее исследования близнецов и усыновления, показало, что все когнитивные функции передаются по наследству.

## Когнитивный резерв
Когнитивный резерв также указывает на устойчивость к невропатологическим повреждениям, но, в отличие от мозгового резерва, не имеет фиксированного предела и не связан с анатомическими особенностями мозга, а значит, каждый человек может увеличивать его до желаемого уровня путём тренировки когнитивных способностей. Когнитивный резерв определяется как способность максимизации производительности работы мозга за счёт задействования мозговых сетей (нейронных связей), которые уже есть, но обычно не используются или за счёт построения новых подобных сетей.

### Образование и род занятий
Более высокий уровень образования и когнитивно-сложная профессия являются одними из факторов, которые предсказывают более высокие когнитивные способности в пожилом возрасте. Образование отрицательно коррелирует с тяжестью деменции, но положительно коррелирует с атрофией серого вещества, внутричерепным объёмом и общим когнитивным процессом. Неврологически уровень образования коррелирует с большей функциональной связью между лобно-теменными областями и большей толщиной коры в левой нижней височной извилине. В дополнение к уровню образования было показано, что билингвизм улучшает внимание и когнитивный контроль как у детей, так и у пожилых людей и отсрочивает начало деменции. Это позволяет мозгу лучше переносить основные патологии и может рассматриваться как защитный фактор, положительно влияющий на когнитивный резерв. Профессия и постоянное поддержание интеллектуальной деятельности могут служить дополнительным и независимым источником когнитивного резерва на протяжении всей жизни человека.

### Образ жизни
Повседневный опыт влияет на когнитивные функции аналогично физическим упражнениям, влияющим на скелетно-мышечную и сердечно-сосудистую функции. Люди с более высокой оценкой активности способны противостоять большему повреждению мозга.

### Болезнь Паркинсона
Болезнь Паркинсона является примером состояния, которое связано с ролью когнитивного резерва и когнитивных нарушений.
Исследование 2015 года включало влияние (когнитивного) образа жизни на поперечные и продольные показатели. 525 участников с болезнью Паркинсона прошли различные базовые оценки когнитивных функций и предоставили клинические, социальные и демографические данные. Через 4 года 323 человека приняли участие в оценке когнитивных функций в последующем. В связи с этим исследователи использовали показатели серьёзности глобальной когнитивной деменции. Было показано, что наряду с уровнем образования и социально-экономическим статусом более высокий уровень недавней социальной активности также был связан со снижением риска развития деменции. С другой стороны, пожилой возраст и низкий уровень социальной активности могут увеличить риск деменции при болезни Паркинсона.

## Глобальный резерв
Несмотря на различия в подходах между моделями мозгового и когнитивного резерва, есть свидетельства того, что они совместно могут положительно влиять на сохранность функций головного мозга при его повреждениях.
Воздействие «обогащённой» окружающей среды, определяемой как сочетание большего количества возможностей для физической активности, обучения и социального взаимодействия, может вызвать структурные и функциональные изменения в мозге и повлиять на скорость нейрогенеза в гиппокампе. Многие из этих изменений могут быть осуществлены простым введением физических упражнений, а не когнитивной активности как таковой.
Исследование показало, что задний гиппокамп лицензированных лондонских водителей такси был больше, чем у контрольных групп, в то время как передний гиппокамп был меньше. Это исследование показывает, что люди, выбирающие вождение такси в качестве карьеры (которая имела в качестве барьера для входа — способность запоминать улицы Лондона) имели больший гиппокамп, но не увеличений в объёме, как результат вождения.
Аналогичным образом овладение вторым языком требует обширной и устойчивой когнитивной активности, но оно не снижает риск развития деменции по сравнению с теми, кто не изучал другой язык, хотя пожизненное двуязычие связано с отсроченным началом болезни Альцгеймера.

## Клинические последствия
Клинический диагноз деменции не полностью связан с уровнями основной невропатологии. Тяжесть патологии и дефицит когнитивных функций могут не иметь прямой взаимосвязи. Теория когнитивного резерва объясняет это явление. Кацман и др. (1988 год) провели исследование результатов вскрытия и обнаружили патологию, связанную с болезнью Альцгеймера. Тем не менее, у тех же пациентов не было симптомов болезни Альцгеймера в течение их жизни. Таким образом, когда в мозге возникает патология, когнитивный резерв помогает справиться с когнитивным снижением. Люди с высоким когнитивным резервом справляются лучше, чем люди с низким когнитивным резервом, даже если у них одинаковая патология. Также это приводит к тому, что люди с высоким когнитивным резервом остаются не диагностированными, пока повреждение не станет серьёзным.
На когнитивный резерв, который можно оценить клинически, влияют многие переменные. Опросник Индекса когнитивного резерва (CRIq) измеряет когнитивный резерв по трём основным источникам, а именно: образование, трудовая деятельность и досуг на протяжении всей жизни человека.
Важно отметить, что когнитивный резерв (и переменные, связанные с ним) не «защищают» от болезни Альцгеймера как процесса заболевания — определение когнитивного резерва основано именно на наличии патологии заболевания. Это означает, что традиционная идея о том, что образование защищает от болезни Альцгеймера, ложна, хотя когнитивный резерв защищает от клинических проявлений болезни.
С другой стороны, когнитивный резерв оказывает очень важное влияние на нейродегенеративные заболевания. У пациентов с высоким когнитивным резервом наблюдалась задержка снижения когнитивных функций по сравнению с пациентами с низким когнитивным резервом. Однако, когда симптомы снижения когнитивных способностей становятся симптоматическими, у пациентов с высоким когнитивным резервом наблюдается быстрое снижение когнитивных способностей.
Наличие когнитивного резерва подразумевает, что люди с большим резервом, которые уже страдают от нейропатологических изменений в мозге, не будут выявлены стандартным клиническим когнитивным тестированием. И наоборот, любой, кто использовал эти инструменты в клинических условиях, знает, что они могут давать ложноположительные результаты у людей с очень низким резервом.
У людей с высоким резервом ухудшение происходит быстро, как только достигается порог. Ранняя диагностика может дать возможность спланировать дальнейшее лечение и приспособиться к диагнозу, пока они ещё в состоянии принимать решения. Исследование когнитивной реабилитации, проведённое у пациентов с деменцией, показало, что у пациентов с низким когнитивным резервом были лучшие результаты когнитивной тренировочной реабилитации по сравнению с высоким когнитивным резервом. Это связано с тем, что у пациентов с высоким когнитивным резервом наблюдались отсроченные когнитивные симптомы, и поэтому резерв больше не мог противостоять патологии. Кроме того, улучшение, наблюдаемое у пациентов с низким когнитивным резервом, указывает на то, что эти пациенты могут наращивать свой когнитивный резерв в течение всей жизни.